# كونزية جبلية
كونزية جبلية (الاسم العلمي:Kunzea montana) هي نوع من النباتات تتبع جنس الكونزية من فصيلة الآسية.